# Wiedźmin
Wiedźmin (del polonès, però conegut pel seu nom en anglès The Witcher) és una sèrie de novel·les de fantasia heroica creada per l'escriptor polonès Andrzej Sapkowski. En ells es narren les aventures d'una sèrie de personatges, centrats al voltant del bruixot Geralt de Rivia, un dels últims bruixots sobre la terra. En l'univers de Sapkowski els bruixots són caçadors de monstres. Aquests bruixots han estat genèticament modificats en la seva joventut per desenvolupar habilitats sobrenaturals i capacitats superiors de combat. La saga ha estat adaptada a còmics, televisió, jocs de taula, jocs de cartes, videojocs, i més recentment a la plataforma de sèries i pel·lícules Netflix.
Els llibres han sigut descrit com a novel·les de culte a Polònia i als països d'Europa central i oriental. Els videojocs també gaudeixen d'una bona fama. El 28 de maig de 2020 es van arribar a vendre fins a 50 milions de còpies per a tot el món.

## Llibres
|    | Títol original                  | Títol en català       | 1a edició original |
| -- | ------------------------------- | --------------------- | ------------------ |
| 0. | Wiedźmin (obsolet)              | -                     | 1990               |
| 1. | Ostatnie życzenie               | L'últim desig         | 1993               |
| 2. | Miecz przeznaczenia             | L'espasa del destí    | 1992               |
| 3. | Krew elfów                      | La sang dels elf      | 1994               |
| 4. | Czas pogardy                    | Temps d'odi           | 1995               |
| 5. | Chrzest ognia                   | Bateig de foc         | 1996               |
| 6. | Wieża Jaskółki                  | La torre de l'oreneta | 1997               |
| 7. | Pani Jeziora                    | 'La dama del llac     | 1999               |
| 8. | Coś się kończy, coś się zaczyna | Camí sense retorn     | 2000               |
| 9. | Sezon burz                      | Estació de tempestes  | 2013               |